# Smlouva o Ústavě pro Evropu

Mapa evropských zemí s výsledky hlasování o Evropské ústavě:
Ratifikováno
Odmítnuto
Nerozhodovalo se
Kandidátské státy

Smlouva o Ústavě pro Evropu představovala návrh nového základního dokumentu Evropské unie, který měl za cíl nahradit složitou strukturu smluv EU jediným právním předpisem. V návrhu byla také zapracována nová ustanovení a několik zásadních změn ve fungování Unie oproti předchozímu stavu. Tento dokument byl nicméně mnohými považován za kontroverzní a byl předmětem časté kritiky.
Návrh ústavní smlouvy (Návrh smlouvy o Ústavě pro Evropu) byl zveřejněn Konventem 18. července 2003. Po dlouhých jednáních byl návrh schválen i mezivládní konferencí, která probíhala od října 2003 do června 2004. Ústavní smlouva byla poté 29. října 2004 podepsána v Římě.
Za Českou republiku ji jménem prezidenta Václava Klause podepsali tehdejší premiér Stanislav Gross a tehdejší ministr zahraničí Cyril Svoboda.
Po vstupu v platnost měla nahradit Maastrichtskou smlouvu a Smlouvu o založení Evropského společenství.
Návrh ústavní smlouvy měl 4 části s celkem 448 články. Dále k němu patřilo 36 protokolů, 2 přílohy, 30 prohlášení k ustanovením smlouvy, 11 prohlášení k protokolům, 9 prohlášení členských zemí. V anglické verzi měla navrhovaná smlouva celkem 852 stran – 349 stran smlouvy, 382 stran protokolů a příloh, 121 stran prohlášení.
Právní povaha tohoto dokumentu je předmětem odborných debat, kdy bývá považován zejména za mezinárodní smlouvu, jindy však i za ústavu, či za dokument nového druhu.
V některých zemích o návrhu rozhodovaly národní parlamenty, v jiných byla k rozhodování vypsána referenda, jinde k rozhodování o této smlouvě ani nedošlo (například v Česku se referendum plánovalo). Proces ratifikace skončil poté, co ústavní smlouvu v referendech odmítla Francie a posléze Nizozemsko. Po tomto odmítnutí následovalo rok a půl dlouhé vyčkávání, které přerušilo až německé předsednictví v roce 2007, které přišlo s návrhem Reformní smlouvy, která by převzala podstatnou část textu neratifikované ústavní smlouvy a zapracovala ji do stávajících základních smluv EU. Tím se podařilo obejít nutnost referend ve většině států EU. Jediným státem, ve kterém referendum proběhlo, bylo Irsko. V prvním referendu byla smlouva odmítnuta, v opakovaném se díky zesílené kampani, podařilo smlouvu prosadit.

## Obsah návrhu ústavní smlouvy
Návrh ústavy se skládá z preambule a čtyř částí:
- Preambule – poukazuje na společné dědictví Evropy, historické zkušenosti, přesvědčení o společné budoucnosti v rámci evropské integrace a obsahuje také poděkování Konventu.
- Část I (nepojmenovaná) – je úvodem do smlouvy, popisuje vymezení, cíle a pravomoci Unie, stanovuje základní svobody a práva a definuje občanství EU. Obsahuje také definici symbolů Unie. V hlavě IV se definují orgány a instituce Unie, v hlavě V se pak popisují principy výkonu jejich pravomocí. Hlava V popisuje demokratické principy platné v EU. Hlava VII se věnuje financování Unie. Hlavy VIII a IX popisují vztah Unie s okolními státy, resp. podmínkami pro vstup do Unie a vystoupení z Unie.
- Část II – Listina základních práv Unie – je inspirována evropskou Úmluvou o ochraně lidských práv a základních svobod a deklaruje základní nedotknutelná práva, svobody a zásady.
- Část III – Politiky a fungování Unie – je nejrozsáhlejší částí ústavní smlouvy. Je založena na existujících základních smlouvách EU, které z velké části přebírá. V hlavě II se deklarují zásady rovnosti a nediskriminace, hlava III podrobně popisuje vnitřní politiku EU, včetně otázek jednotného vnitřního trhu, hospodářské a měnové politiky, fungování měny euro, politik zaměstnanosti, zemědělství a rybolovu, životního prostředí, ochrany spotřebitele, sociální politiky, dopravní, telekomunikační a energetické infrastruktury, výzkumu (včetně výzkumu vesmíru a spolupráce s ESA) či energetiky. Také v kapitole IV definuje tzv. prostor svobody, bezpečnosti a práva, čímž se popisují agendy justice a vnitra a některé další činnosti, kde Unie provádí pouze podpůrnou činnost. Hlava IV je věnována některým zámořským teritoriím. Hlava V se věnuje vnější činnosti Unie, společné zahraniční, bezpečnostní, obranné a obchodní politice, humanitární a jiné spolupráci se třetími zeměmi a mezinárodními smlouvami. V hlavě VI se podrobněji rozvádí fungování Unie a jejích institucí, včetně pravidel pro tzv. posílenou spolupráci.
- Část IV – Obecná a závěrečná ustanovení – popisuje právní kontinuitu Unie při procesu přijímání ústavy, ruší některé dřívější smlouvy, definuje postupy pro změny ústavy a stanovuje dobu platnosti.

Ke smlouvě jsou také přiloženy protokoly, přílohy a prohlášení.

## Kritika ústavy
Návrh ústavní smlouvy se setkal s řadou[zdroj?] kritických ohlasů, které jí vytýkají hlavně následující:
- Délka a složitost – smlouva má asi 50 000 slov na cca 320 stranách (k tomu téměř dvakrát tolik stran s přílohami, protokoly a prohlášeními), což je výrazně více než jakákoli běžná ústava. Text smlouvy je také psán právním a úředním jazykem, kterému velká část osob nedokáže porozumět. Podle kritiků lze tak jen velmi těžko po občanech požadovat rozumné zhodnocení kladů a záporů ústavy a kvalifikované rozhodnutí o jejím (ne)přijetí. Dále, podle kritiků, text obsahuje nejasnosti a rozpory. Obhájci argumentují tím, že i přes tuto složitost je ústava stručnější a jednodušší než ohromné množství existujících a platných smluv, které fungování Unie řídí dnes. Přitom vzhledem k složitosti dohody mezi tolika členskými státy je dosažení jednoduššího textu velmi obtížné.
- Zrušení principu jednomyslnosti – oproti současné praxi, kdy se v základních otázkách rozhoduje v Radě Evropské unie jednomyslně, ústava zavádí v 26 oblastech rozhodování kvalifikovanou většinou. To podle některých kritiků ohrožuje suverenitu jednotlivých zemí. Zastánci argumentují tím, že to je jediný způsob, jak v rozšířené Unii může rozhodování prakticky fungovat. Obhájci změny ji též chápou jako přechod k běžnému demokratickému principu vlády většiny.
- Přednost před právem jednotlivých zemí – podle ústavní smlouvy mají evropské předpisy přednost před zákony jednotlivých zemí, což podle kritiků představuje nepřijatelné omezení suverenity členských států. Zastánci však upozorňují na fakt, že tento princip už platí dlouhou dobu, evropské právo má před právem národním přednost. Zda je to však udržitelné, případně v jakém to má být rozsahu, je stále otázkou debat.[zdroj?]
- Přeměna na Evropský superstát – ústavní smlouva se věnuje některým prvkům, které jsou tradičně spojovány především se suverénními státy (např. vlajka či motto). I slovo ústava naznačuje, že Evropská unie se blíží vytvoření „Evropského státu“, což je pro některé lidi[kdo?] obtížně akceptovatelné.
- Demokratický deficit – podle kritiků je příliš velká moc věnována Evropské komisi a Radě Evropské unie, které ovšem nejsou přímo voleny.[zdroj?] Evropský parlament, jako jediná instituce přímo volená občany EU, má naopak v mnoha ohledech nízké pravomoci, např. nemůže navrhovat právní předpisy. Pokud jde o navrhování právních předpisů, obhájci ústavy však upozorňují na fakt, že Evropský parlament má právo zavázat Komisi k legislativnímu návrhu a k návrhům Evropské komise může navrhovat změny, což považují za dostatečné. K nevolenosti Evropské komise upozorňují, že jedná o orgán svým charakterem podobný vládě, které také nejsou na národní úrovni přímo voleny a pokud jde o silné postavení Rady Evropské unie, pak konstatují, že EU představuje hybrid mezi státem a mezinárodní organizací, přičemž právě charakteru mezinárodní organizace silné postavení ministrů jako zástupců členů EU odpovídá.
- Exekutiva, legislativa a judikatura – základem demokracií vznikajících od 18., 19. století je rovnováha těchto tří mocí, které se mají navzájem kontrolovat a vyvažovat. Tak tomu však, dle kritiků, v případě stávajících evropských orgánů není a ani ústavní smlouva nepřináší výraznější posun. Pozice exekutivy a moci soudní je oproti moci zákonodárné příliš silná. Například Evropský soudní dvůr svými rozhodnutími velmi výrazně a razantně ovlivňuje právní řád Unie a Evropská komise má kromě své exekutivní úkoly také významné postavení v oblasti legislativy (rozuměj větší, než je pro orgány typu vlády obvyklé[zdroj?]). Kromě toho nejmocnějším orgánem Unie zůstává i dle ústavní smlouvy nadále Rada Evropské unie, byť se jedná o orgán sestávající z ministrů členských států, tedy rovněž členů exekutivy. V souvislosti s tímto orgánem bývá přitom často citována neblahá praxe, kdy ministr, který nedokáže na své národní úrovni prosadit určitý návrh, se tak pokusí podruhé na úrovni EU, čímž se mu může podařit obejít svoji národní vládu a parlament.[zdroj?] Naopak Evropský parlament při svém současném slabém postavení možnost vliv ostatních orgánů dostatečně kontrolovat a vyvažovat nemá.[zdroj?]
- Obranná politika – kritikové se domnívají, že společná evropská obranná politika si za cíl klade hlavně omezení vlivu NATO, potažmo Spojených států.
- Ekonomická politika – podle kritiků je vůbec zahrnutí některých ekonomických otázek přímo do ústavy nevhodné, v existujících ústavách se taková problematika neobjevuje, ekonomiku ponechává na konkrétních vládách vzniklých v pravidelných volbách. Např. podle článku I.3.3 má být hospodářství EU založeno na sociálně tržním hospodářství směřujícím k plné zaměstnanosti a společenskému pokroku, což je pro některé pravicové politiky nepřijatelně socialistická formulace.

Obecná kritika evropské ústavní smlouvy směřuje k tomu, že dle jejích odpůrců před jejím vznikem nebyly jasně zodpovězeny otázky, zda EU vůbec nějakou ústavu potřebuje, jaké jsou na ni kladeny hlavní požadavky a co má řešit. Podle nich také nebyl splněn úkol, daný prohlášením z Laekenu, které požaduje více demokracie a Evropu bližší občanům.

## Citát
- „Tato naše Ústava … se zakládá na principech demokracie, neboť zaručuje, že moc je v rukou ne menšiny, ale co největšího počtu občanů.“
(podle Thukydida II, 37) První věta preambule návrhu smlouvy o Ústavě pro Evropu vypracovaného Konventem. Hlavy států a vlád ji odstranily během jejich Mezivládní konference.[4]